# Villa Paranacito
Villa Paranacito, est une ville de la province d'Entre Ríos en Argentine, chef-lieu du
Département d'Islas del Ibicuy. Elle est située à la confluence du cours d'eau du même nom avec le río Uruguay.

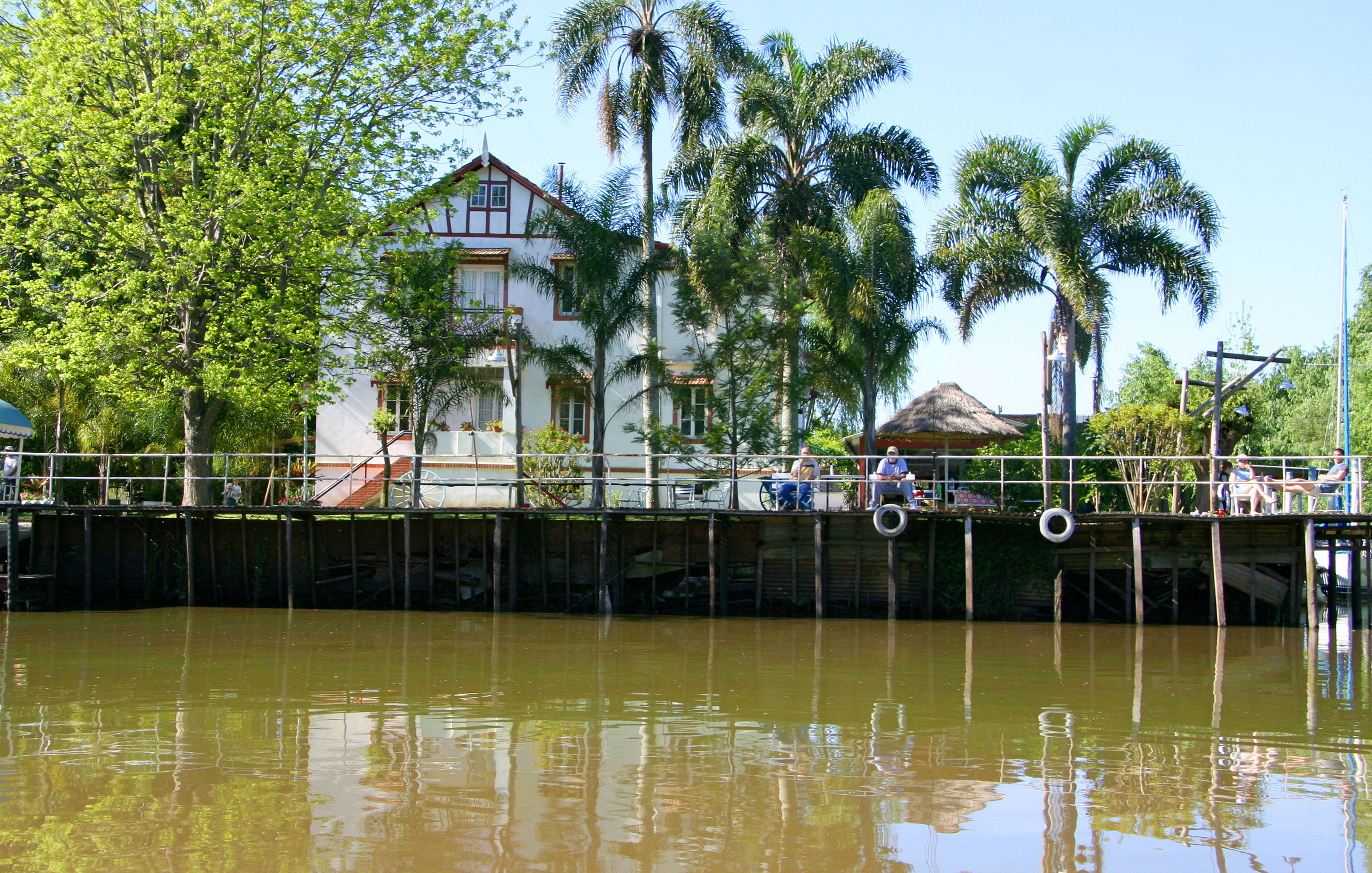
Hostería Rose Marie (maison d'hôtes) au fond du delta du Paraná à marée basse

La ville comptait 3 998 habitants en 2001, en hausse de 86,28 % par rapport à 1991.